# Provincia de Kastamonu
La provincia de Kastamonu es una de las 81 provincias en que está dividida Turquía, administrada por un Gobernador designado por el Gobierno central. Situada en el norte del país en la costa del mar Negro. Está rodeada por Sinope al este, Bartın y Karabük al oeste, Cankiri al sur, Çorum al sudeste y el mar Negro al norte. Su capital es Kastamonu.

## Distritos
La provincia de Kastamonu está dividida en 20 distritos :
| - Abana - Ağlı - Araç - Azdavay - Bozkurt - Çatalzeytin - Cide | - Daday - Devrekani - Doğanyurt - Hanönü - İhsangazi - İnebolu - Kastamonu | - Küre - Pınarbaşı - Şenpazar - Seydiler - Taşköprü - Tosya |